# King of Comedy (film 1999)
King of Comedy è un film del 1999 diretto da Stephen Chow.

## Trama
Wan Tin Sau è una comparsa che coltiva il sogno di diventare un grande attore. Tenacemente, prova a farsi assumere per i ruoli più disparati, ma sfortunatamente gli capitano guai su guai. Gli inizi sono duri e non gli rimane che ridimensionare le sue aspirazioni per insegnare recitazione. Non sarà un successo, almeno fino all'incontro con Lau Piu-Piu, una hostess di un night club che per soddisfare i clienti vorrebbe imparare a recitare meglio la parte della studentessa.